# Дюран де Сен-Пурсен, Гийом
Гийом (Гильом)  Дюран де Сен-Пурсен (фр. Guillaume Durand de Saint-Pourçain; лат. Durandus de Sancto Porciano), также Вильгельм Дуранд; Вильгельм Дурандус (фр. Durandus; род. ок. 1272; Сен-Пурсен-сюр-Сьюль, Овернь, Франция — ум. 10 сентября 1334) — французский епископ, учёный схоластик; доминиканец, прозванный современниками Doctor resolutissimus за умение разрешать самые трудные вопросы. Сначала поклонник Фомы Аквинского, затем выступил против его учения; его аргументация характеризует собой исторический переход схоластики от реализма к номинализму, разработанному затем Оккамом.

## Биография
Богослов Папского Дома с 1312 года. Епископ епархии города Мо в период с 13.03.1326 по 10.09.1334.
Умер 10 сентября 1334 года.

## Учение
Проповедуемая им волюнтаристская метафизика привела к конфликту внутри ордена доминиканцев. В основе его учения — интеллект, определяемый волей, и тройственное бытие:
1. бытие субстанций (самостоятельно существующих сущностей; первооснов всех вещей);
2. бытие акциденций (случайных и несущественных свойств вещи, существующих в другом и через другое);
3. бытие отношения (взаимоотношения, relation).

## Труды
Автор сочинений:
- Комментарий к „Сентенциям“ Петра Ломбардского (1310—1312)[4].
- Quodlibeta (1312–1316).